# Andy Nelson (Fußballspieler)
Andrew Nesbitt „Andy“ Nelson (* 5. Juli 1935 in Custom House, London) ist ein englischer Fußballspieler und -trainer. Seinen größten Erfolg als Spieler feierte Nelson im Jahr 1962 mit Ipswich Town, als er in der First Division, der damals höchsten englischen Spielklasse, den ersten Platz belegte und somit die Meisterschaft gewann. Nach dem Ende der aktiven Laufbahn begann Nelson 1971 beim FC Gillingham eine Karriere als Trainer und verließ den Verein 1974 in Richtung Charlton Athletic. Mit Charlton gelang ihm in den Jahren 1976 und 1977 jeweils eine Platzierung unter den Top Ten in der Second Division. Aber in den folgenden Jahren geriet Nelson zunehmend unter Druck, da der Klassenerhalt immer erst an den letzten Spieltagen gefeiert werden konnte. 1979 nahm der Druck auf ihn weiter zu, denn Mike Bailey wurde als Cheftrainer verpflichtet, wodurch er nur noch als Co-Trainer tätig war. Im März 1980 wurde der Vertrag nach drei Niederlagen in Folge aufgelöst. Charlton Athletic stand zu diesem Zeitpunkt bereits auf einen Abstiegsplatz.